# Góra (Nowe Miasto nad Pilicą)
Góra – południowo-zachodnia część Nowego Miasta nad Pilicą, nad rzeką Pilicą. Leży ok. 2 km od centrum miasta i rozpościera się wzdłuż ulicy o nazwie Góra. Do 1954 samodzielna wieś.

## Historia
W latach 1867–1954 w gminie Góra w powiecie rawskim. W Królestwie Polskim przynależała do guberni piotrkowskiej, a w okresie międzywojennym do woj. warszawskiego. Tam, 20 października 1933 utworzono gromadę Góra granicach gminy Góra, składającą się z wsi Góra i majątku Nowe Miasto. 1 kwietnia 1939 wraz z całym powiatem rawskim przeniesiono ją do woj. łódzkiego. 
Podczas II wojny światowej w Generalnym Gubernatorstwie, w dystrykcie warszawskim. W 1943 Góra liczyła 537 mieszkańców.
W związku z reorganizacją administracji wiejskiej jesienią 1954 Górę włączono do Nowego Miasta nad Pilicą 4 października 1954.